# 田都
田都（？—？），秦末齐国人，故田齐公族，本来是田儋、田榮兄弟的副将。
秦二世二年（前208年）六月，秦国少府章邯攻殺齐王田儋，齊人立齐王建的弟弟田假為王，田儋的从弟田榮起兵驅逐田假，田假逃亡楚国。八月，田榮立田儋之子田巿（音fú，ㄈㄨˊ）为齐王，要求楚国交出田假，楚国不理，所以田荣與楚国交惡，没有随项羽入关。
秦二世三年（前207年）十月，田都和齐王田建的孙子田安背叛田荣，随项羽入关。项羽分封十八路诸侯，封田都为齐王（临淄王）、田安为济北王、田巿为胶东王，不封田荣。田荣不服。
汉王元年（前206年）五月，田榮率兵攻打田都，田都奔楚。